# The Information
The Information, oficialment Lessin Media Company, és una publicació empresarial estatunidenca centrada en la indústria tecnològica amb seu a San Francisco. Fundada el 2013 per la periodista Jessica Lessin, publica contingut darrere d'un mur de pagament que permet als subscriptors accedir al lloc i accedir a esdeveniments de xarxes globals. Lessin ha afirmat que té com a objectiu "construir el proper Wall Street Journal durant els propers 50 anys" amb la publicació.